# Monika Schoenenberger
Monika Schoenenberger (* 1970) ist eine Schweizer Journalistin. Sie ist Reporterin und Moderatorin der SRF Tagesschau des Schweizer Fernsehens.

## Leben
Schoenenberger hat Geschichte und Germanistik an der Universität Zürich studiert. Ihre Lizentiatsarbeit beschreibt die Folgen des Ungarnaufstandes und die diversen Hilfsaktionen der Schweizer für die ungarischen Flüchtlinge. Sie hat ein Nachdiplomstudium am Medienausbildungszentrum in Luzern absolviert. Seit 2000 arbeitete sie als Reporterin und Moderatorin für verschiedene TV-Sendungen bei Ringier, Sat.1 Schweiz, AZ Medien. 2011/12 produzierte und moderierte sie die Börsensendung bei TeleBärn. Seit 2012 gehört sie zum Reporterteam, seit 2016 auch zum Moderationsteam der Tagesschau (SRF).
Schoenenberger wohnt und arbeitet in Zürich. Sie ist verheiratet und hat zwei Kinder.